# Tərtər bombázása
Tərtər bombázása (azeriül: Tərtərin bombardmanı) az örmény hadsereg és a saját magát függetlennek kikiáltó Hegyi-Karabah Köztársaság támadása volt Azerbajdzsán Tərtəri járása ellen a 2020-as hegyi-karabahi háború alatt. A támadásban tüzérséget, rakétákat és kazettás lőszereket is bevetettek. A járás bombázása a háború második napján, szeptember 28-án kezdődött, mikor az örmény erők elkezdték lőni Tərtər városát, a járás közigazgatási központját. Ugyanekkor kezdték el támadni az első hegyi-karabahi háború alatt az azeri menekülteknek épített Şıxarxot is.
A bombázás jelentős károkat okozott az épületekben, és több civil meghalt. Több ezren menekültek lettek, így Tərtər városa szellemváros lett. Az emberek többek között a szomszédos Bərdə városába menekültek, melyet az örmények kazettás lőszerekkel támadtak. Az azeri hatóságok szerint az örmények október 29-ig 15.500 rakétát lőttek ki Tərtər járás területére, melyek közül 2000-et pár nap alatt lőttek ki Tərtər városára. A hivatalos azeri adatok szerint több mint ezer polgári célpont, így iskola, kórház, kormányzati épület semmisült vagy károsodott meg a bombázások alatt.
A Human Rights Watch megerősítette, hogy az örmény erők több alkalommal is civil épületek ellen támadtak, melyek között voltak óvodák, kórházak is. Azt is kijelentették, hogy az örmény hadsereg igazságtalanul támadott meg több azeri területet, és ezek háborús bűncselekménynek számítanak. A város folyamatos bombázása miatt az azeriek „Azerbajdzsán Sztálingrádjának” nevezték Tərtərt. Azerbajdzsán elnöke, İlham Əliyev azzal vádolta Örményországot, hogy Tərtər  lesz a következő Aghdam, de a helyiek nevezték már „a Kaukázus Hirosimájának” is. Törökország is elítélte, hogy Tərtərban az örmények akkor lőttek egy temetőt, mikor ott temetési szertartás volt. A hírt a helyszínen lévő újságírók és a Human Human Rights Watch is megerősítette.
Tərtər, valamint az azonos nevű járás városainak és falvainak bombázása csak november 10-én ért véget, mikor Örményország megadta magát, és aláírta az Oroszország közvetítésével létrehozott tűzszünetet Azerbajdzsánnal, mely véget vetett a zavargásoknak a régióban.

## Előzmények

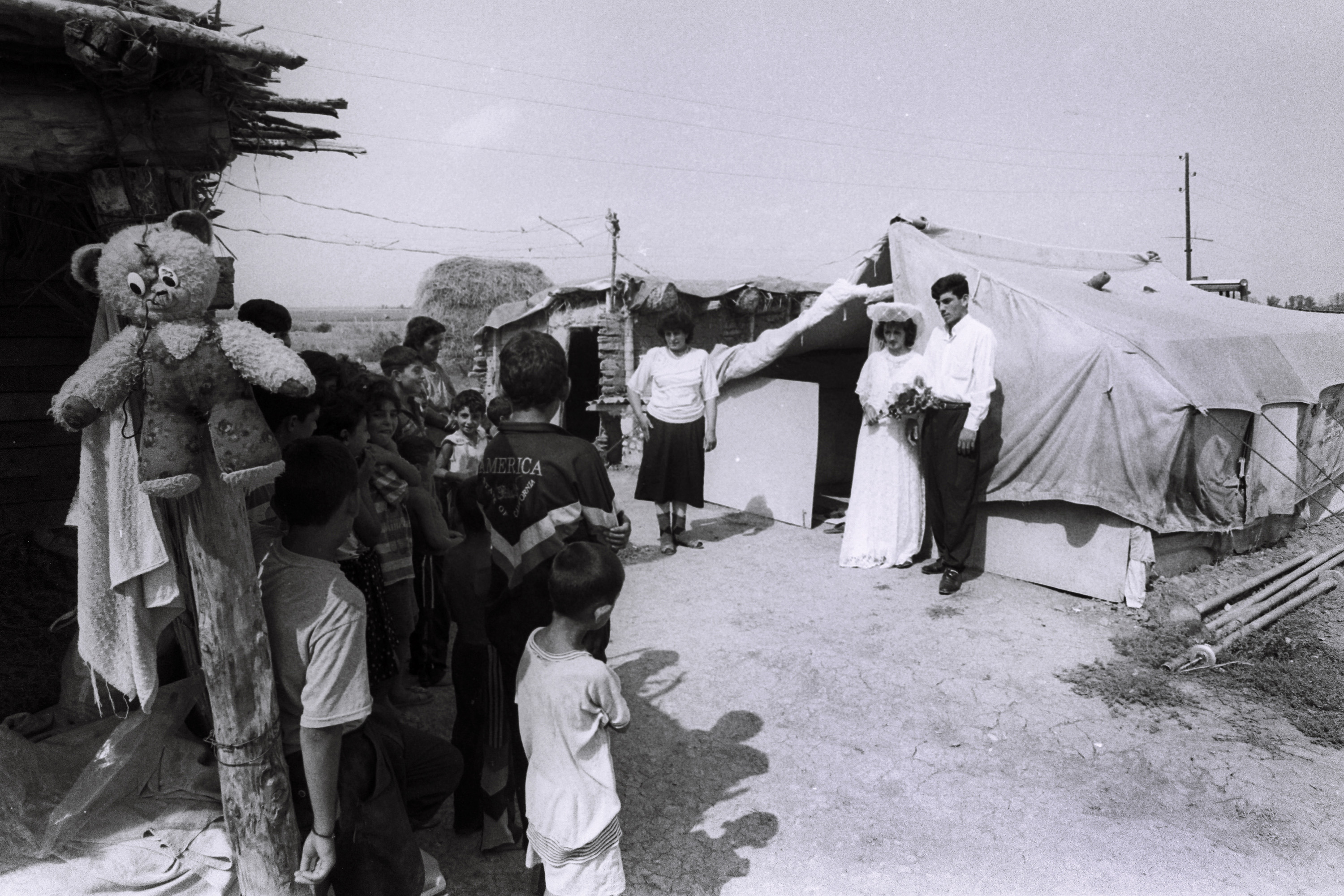
Azeri menekültek menyegzője Tərtərban 1996-ban

Tərtər Azerbajdzsán egyik járása az egykori Tərtər rajon és az egykori Mardakert járás területén, mely utóbbi a volt Hegyi-Karabah Autonóm Terület részét képezte. Az első hegyi-karabahi háború óta az el nem ismert Hegyi-Karabah Köztársaság ellenőrzése alatt áll, és Martakert tartomány része. Olyan belföldi menekültek költöztek ide a kormány által felépített új házaikba, akik korábban sátorokban éltek, miután elmenekültek a Hegy-Karabahból és a környező területekről. Tərtər járásban 2020 elején 105 000 ember élt, közigazgatási központja pedig a Hegyi-Karabahtól 90 km-re fekvő Tərtər volt.
Az örmény többségű, kétséges hova tartozású Hegyi-Karabah de jure Azerbajdzsán része, de de facto az Örményország által támogatott Hegyi-Karabah Köztársaság irányítja. Az etnikai villongások az 1980-as években elkezdődtek, de széles háború csak 1991-ben, a Szovjetunió felbomlása után tört ki. 1988. február 20-án a Hegyi-Karabah Autonóm Terület szovjetjei egy olyan határozatot fogadtak el, mely szerint az Azerbajdzsáni Szovjet Szocialista Köztársaság helyett az Örmény Szovjet Szocialista Köztársasághoz akarnak tartozni. A kérést Azerbajdzsán elutasította. Miután megvonták a Hegyi-Karabah autonóm státuszát, 1991. december 10-én függetlenségi népszavazást tartottak, amit az azeri lakosság bojkottált, a résztvevők 99,8%-a pedig az elszakadásra szavazott. 1992-ben mind Azerbajdzsán, mind Örményország függetlenedett a Szovjetuniótól.
Az első hegyi-karabahi háborúban mintegy 750 000 azeri menekült el, akik közül nagyjából 600 000 ember Hegyi-Karabahbból és környékéről származott. Nagyjából meg akarták tisztítani a területet az azeri lakosságtól. Ehhez hasonlóan mintegy 353 000 örménynek kellett elmenekülnie Azerbajdzsánból. A háború egy 1994-es tűzszüneti megállapodással ért véget, melynek értelmében az el nem ismert Arcahi Köztársaság ellenőrizte a Hegyi-Karabah régió nagy részér valamint az azt körülvevő Ağdam, Cəbrayıl, Füzul, Kəlbəcər, Qubadlı,  Laçın és Zəngilan területét. Ezen kívül megszerezte a  Lachin-folyosót – egy olyan hegyi átjárót,, mely összeköti a Hegyi-Karabahot Örményország többi részével.
Három évtizeden át többször is megsértették a tűzszünetet, melyek közül a legsúlyosabb a 2016-os hegyi-karabahi konfliktus volt, mely négy napig tartott. Felmérések szerint Hegyi-Karabah lakói nem akartak Azerbajdzsánhoz tartozni, 2019 augusztusban pedig egy, az egyesülést támogató kiáltványában Nikol Pasinján örmény miniszterelnök azt írta: „Arcah Örményország része. Stop.” 2020 júliusban további határvillongások voltak Örményország és Azerbajdzsán között.
2020. szeptember 27-én összecsapások bontakoztak ki a régióban, melyekből hamarosan háború kerekedett.

## Bombázás

### Szeptember

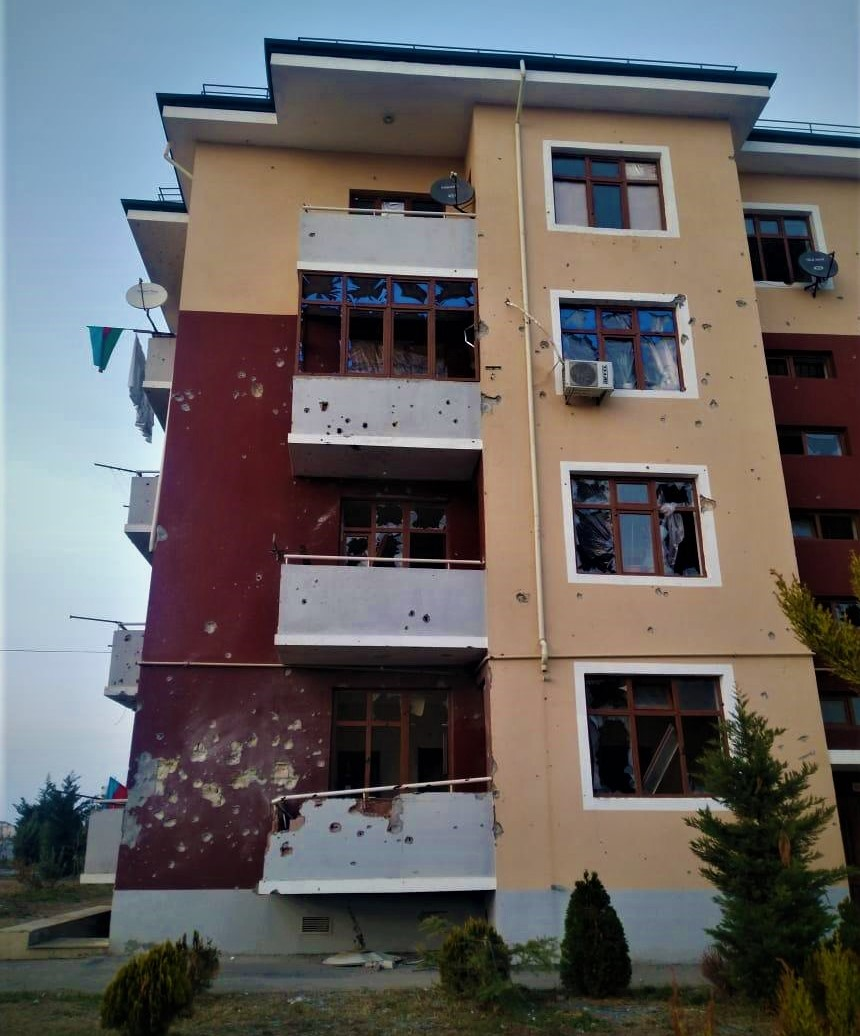
Az örmény bombázáskor sok találatot kapott az első hegyi-karabhi háború alatt az azeri menekülteknek épített Şıxarx is.

Szeptember 28-án az azerbajdzsáni Legfőbb Ügyész Hivatala arról számolt be, hogy nagyjából 11:00 órakor örmény csapatok lőtték Tərtər városát. Az Azerbajdzsáni Elnöki Hivatal szintén arról számolt be, hogy az örmény lövöldözések hatására Tərtəri járásban megsemmisült egy textilkereskedés. Ezen felül azeri hatóságok szerint szintén lövés érte Tərtər és Şıxarx rendőrkapitányságát. Şıxarx egy olyan város, melyet az első hegyi-karabahi háború után az elmenekült azerieknek építettek. Erre válaszul az azerbajdzsáni Védelmi Minisztérium (MoD) azt közölte, hogy „utoljára figyelmeztette Örményországot, és amennyiben erre szükség van, megteszi a szükséges válaszintézkedéseket.” Nagyjából 19:00 órakor Şıxarx örmény támadása közben eltalálták egy lakó épület udvarát, ahol két lakos meghalt, további kettő pedig megsebesült. A Human Rights Watch november 8-án megerősítette a támadásokat, és a helyszínre látogzattak, hogy felmérjék a károkat.
Szeptember 30-án az azerbajdzsáni Legfőbb Ügyész Irodája azt közölte, 08:00-kor hogy az örmények heves tűz alá vették Tərtər városát. Azeri hivatalok szerint egy tüzérségi löveg egy kormányzati épület mellett robbant fel, mely hét embert sebesített meg.

### Október
Október 1-én az azeri Védelmi Minisztérium szerint az örmény seregek Tərtərt lőtték. Az azeri Legfőbb Ügyész Hivatala arról is beszámolt, hogy 09:00-kor egy örmény lövedék megölt egy polgári lakost, egy másik pedig súlyosan megrongálta a vasútállomást. Ezután az azeri Oktatási Minisztérium azt közölte, hogy örmény lövedék sebesített meg egy középiskolai tanárt Seydimliben, szeptember 27 óta pedig 6 iskola rongálódott meg.
Másnap a Védelmi Minisztérium jelentése szerint az örmény seregek hevesen lőtték Tərtər és Şıxarx városát. Ugyanez a minisztérium számolt be arról is, hogy Şıxarxban az örmény támadások megrongáltak egy óvodát. Ezt a Human Rights Watch is megerősítette. Október 4-én a Védelmi Minisztérium arról számolt be, hogy örmény rakéták találták el a Tərtəri járást, és civilek is megsérültek. Másnap a minisztérium hírei szerint már reggeltől lőtték az örmények Tərtər városát. Október 7-én szintén Tərtər város támadásáról szóltak a minisztérium hírei. Másnap az Azerbajdzsáni Elnöki Iroda arról számolt be, hogy az örmények  BM–21 Grad rakétavetővel lövik a várost, és azzal vádolták meg az örményeket, hogy precíziós irányított rakétákkal polgári célpontokat vesznek célba.” Október 9-én az azerbajdzsáni Védelmi Minisztérium arról adott hírt, hogy délben az örmény seregek Tərtər városát lőtték. Az azeriek hírei szerint másnap reggeltől folytatták a város bombázását. Eközben a Legfőbb Ügyészség Hivatala szerint Tərtər város bombázása közben egy civil megsebesült.
Október 12-én a Védelmi Minisztérium arról számolt be, hogy az örmények reggel óta lőtték Tərtəri járást. A Legfőbb Ügyész Irodája arról adott hírt, hogy az örmények lőtték Kəngərlit, ahol egy polgári lakos megsérült. Másnap a Védelmi Minisztérium arról közölt információkat, hogy az örmények reggel óta lőtték Tərtəri járását. Október 14-i hírek szerint – melyek a helyi újságíróktól érkeztek – az örmények Düyərlit lőtték, ahokl az egyik rakéta teljesen lerombolta a helyi bevásárló központot, egy másik pedig megrongált egy középiskolát. Azerbajdzsán Legfőbb Ügyészének Irodája azt állította, hogy Düyərliban egy kormányzati dolgozó és további 5 civil lakos megsebesült. Szintén azeri források állították, hogy az AzTV-nek dolgozó egyik újságíró is megsérült a támadásokban.
Október 15-én az örmények lebombáztak Tərtər város közelében egy temetőben egy temetési szertartást,  ahol 4 ember meghalt, további 4 pedig megsérült. Ezt helyi újságírók, a Dozhd és a Human Rights Watch képviselői is megerősítették.Az Azerbajdzsáni Elnöki Hivatal is beszámolt arról, hogy reggel lőttek egy temetési szertartást.
Október 18-án azeri források arról írtak, hogy az örmények Tərtər bombázása közben komolyan megrongáltak egy középiskolát. Másnap az azeriek arról számoltak be, hogy ismét folytatódott a bombázás, és ezúttal Ələsgərliban sebesült meg egy ember. Október 20-án az Azerbajdzsáni Legfőbb Ügyész Irodája arról tájékoztatott,, hogy az örmény erők Tərtəri járást vették célba, ls körülbelül 15:00 környékén Cəmilliben két embert megöltek, egyet pedig megsebesítettek. Az Azerbajdzsáni Védelmi Minisztérium azt állította, hogy az örmény erők rakétákkal és tüzérséggel lőtték délután Tərtər városát. A Védelmi Minisztérium szerint másnap már reggeltől folytatódott Tərtər járás bombázása. Október 23-án az azeri Védelmi Minisztérium arról számolt be, hogy az örmények reggel lőtték a Tərtəri járás több települését is. A Human Rights Watch szerint az aznap rögzített műhold képek alapján Tərtər teljes területén jelentős károk és kráter becsapódások látszanak.  Ugyanakkor Şıxarxban is több száz olyan becsapódás nyomai látszanak, melyek heves rakéta- és tüzérségi támadásra utalnak.
Másnap az azeri Védelmi Minisztérium azt állította, hogy az örmény seregek rakétákkal és tüzérséggel lőtték a Tərtəri járás számos települését  Ezután az Azerbajdzsáni Elnöki Iroda számolt be arról, hogy az örmény seregek egy BM–30 Szmercs rakétával lőtték Tərtər városát, ahol egy 16 éves fiút megöltek. Ezt a Human Rights Watch is megerősítette. Szerintük az örmények kazettás lőszerekkel lőtték a 290 lakosú Xoruzlut, és ott halt meg a fiú. A. HRW arról is beszámolt, hogy a helyszín közelében sem katonai létesítményt, sem arra menő katonaii csapatmozgást nem láttak. A Védelmi Minisztérium október 25-i jelentése szerint az örmény seregek délbben lőtték a településeket Tərtər járásában. Ugyanez a minisztérium számolt be arról is, hogy másnap is lőtték a területeket, míg az Elnöki Hivatal szerint rakétát is használtak. A támadás délután is folytatódott. Később a Minisztérium olyan híreket adott ki, melyek szerint az örmények BM–30 Szmercs rakétakilövőket használnak, és hozzátették, hogy az azeri légvédelem megsemmisített egy kilőtt rakétát. A Védelmi Minisztérium hírei alapján Tərtər támadása október 27-én és 28-án is folytatódott. Az azeri hivatalok szerint a Tərtəri járás településeinek bombázása délután folytatódott. Szintén az azeri Védelmi Minisztérium hozta nyilvánosságra, hogy BM-30 Szmercs több kilövős rakétavetőkkel lőtték Tərtər városát és a Tərtəri járás több faluját is. Áldozatokról nem érkezett jelentés. Az azeri hatóságok utána közölték, hogy az örmények ismét lőtték a Tərtəri járást, és ismét BM-30 Gradokat és tarackokat vetettek be.
Október 29-én az Azerbajdzsáni Elnöki Hivatal Külpolitikai Osztályának vezetője, Hikmet Hajiyev a média és a diplomácia képviselőinek társaságában meglátogatta Tərtər városát. A látogatás alatt az azeri források szerint az örmények tovább lőtték a várost, Hajiyev pedig azt mondta, az örmény vezetés „olyan szemtelen lett, hogy még akkor is lövik Tərtər városát, mikor diplomaták vannak ott.” Az azeri Védelmi Minisztérium szerint a bombázás délután folytatódott.
Másnap az Azerbajdzsáni Elnöki Iroda olyan fényképet tett közzé, melyen egy fel nem robbant Szmercs rakéta látható  Ələsgərliban. Október 31-én az azeri Védelmi Minisztérium közlése szerint reggel újra indultak a bombázások.

### November

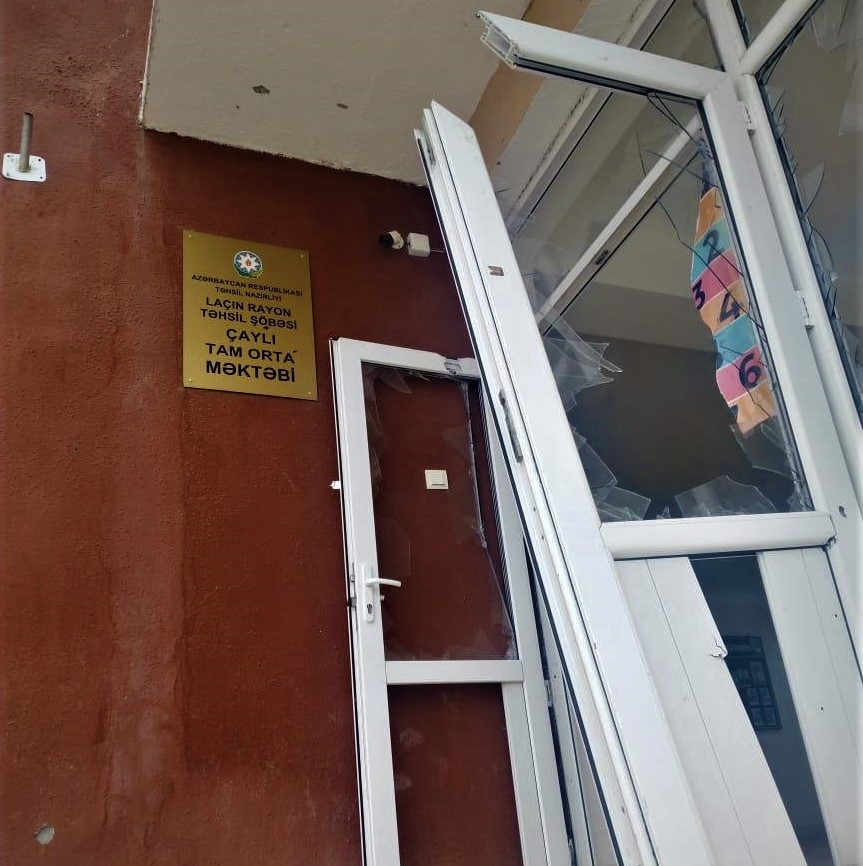
Az azeri hatóságok azt állították, hogy az örmények a civil lakóházakon kívül iskolákat és kórházakat is bombáztak.

November 1-én az azeri hatóságok azt állították, hogy az örmények lőtték Tərtər és Şıxarx városait. Másnap ugyanaz a minisztérium azt közölte, hogy a bombázás folytatódott Şıxarx, Qazyan és Yuxarı Qapanlı területén. November 3-án a helyi azeri források arról írtak, hogy az örmények egy újabb gyászszertartásba lőttek bele, ezúttal Səhləbadban. A Trend News Agency helyszínen lévő tudósítója szerint a bombázás 65 síremléket teljesen megsemmisített, további 100-at pedig megrongált.
Aznap a Azerbajdzsáni Nemzeti Bányaügyi Hivatal (ANAMA) fel nem robbant fehér foszfor lőszert talált Səhləbadban, ami az azeri hatóságok szerint az örményektől származik. Az azeri hatóságok azt is állították, hogy az örmények fehér foszfort vittek a régióba. Később az Azerbajdzsáni Legfőbb Ügyész Irodája pert indított az Örmény Hadsereg ellen, mert az fehér foszfort használt Hegyi-Karabahban és Tərtəri járásban, valamint vegyi anyagokat vetettek be Füzuli járásban és Tərtər járásban és Şıxarx mellett, hogy "nagy arányú és hosszan tartó károkat okoztak a környezetben.”
November 4-én az azeri Védelmi Minisztérium azt állította, hogy az örmények reggel óta időnként lőtték Hüseynli és Gazyan területét. Ugyanez a minisztérium közölte azt is, hogy délután folytatódott Tərtər és Şıxarx  támadása. Másnap hasonló támadásokról számolt be a minisztérium: lőtték Tərtər és Səhləbad területét. November 7-én az azeri Védelmi Minisztérium szerint az örmények tovább támadták  Şıxarx, Qazyan, és Hüseynli területét. A Legfőbb Ügyész Irodája szerint egy örmény rakéta Əskiparában egy lakóházba csapódott, és megölte az ott lakót.
Másnap az azeri Védelmi Minisztérium azt közölte, hogy az örmények reggel óta lőtték a Tərtəri járást. Az azeri hatóságok szerint a bombázás az éjszakába nyúlóan folytatódott. November 9-én helyi újságírók arról, írtak, hogy az örmény bombázások miatt Əskiparában 20 ház összedőlt, 80 pedig súlyosan megrongálódott. Másnap a Legfőbb Ügyész Irodája azt állította, hogy egy ember megsérült Tərtər városában, mert az örmények 00:00 körül bombáztak, amit újabbak közvettek 00:20-kor.

## Következmények
Şuşa, Hegyi-Karabah második legnagyobb településének eleste után Azerbajdzsán elnöke, İlham Əliyev, Örményország miniszterelnöke, Nikol Pasinján és Oroszország elnöke, Vlagyimir Putyjn tűzszünetet kötött, melynek értelmében moszkvai idő szerint 2020. november 10-én 00:00-kor minden hadi tevékenységet beszüntetnek. A megállapodás értelmében a harcoló felek megtartják Hegyi-Karabahban az ellenőrzésük alatt álló területeket, míg Örményország visszaadja Azerbajdzsánnak a Hegyi-Karabahhal határos, 1994-ben elfoglalt részeket. Azerbajdzsánnak szárazföldi összeköttetése lesz a Törökországgal és Iránnal határos exklávéjához, Nahicsevánhoz. Az Örményország és a Hegyi-Karabah között húzódó Laçın-folyosó mellett legalább öt évig mintegy 2000 orosz katona fog vigyázni a békére.
A háború után Tərtər lakosai visszatértek otthonaikba. A hazatérés után az Óra téren gyűltek össze, hogy elkezdjék a város kiseprését, kitakarítását. A helyi üzlettulajdonosok maguk takarították lel a kitört kirakataikat, majd újra nyitották a boltokat.

## Veszteségek

### Polgári lakosság
Október 29-én a Tərtəri járás végrehajtói halmának vezetője, Mustagim Mammadov azt állította, hogy a háború alatt 17 embert megöltek, 61 pedig a bombázások miatt megsebesült a járásban. Szerinte mintegy 1200 ember szenvedett a bombázások miatt. Az azeri hatóságok később még két sebesült haláláról adtak hírt.

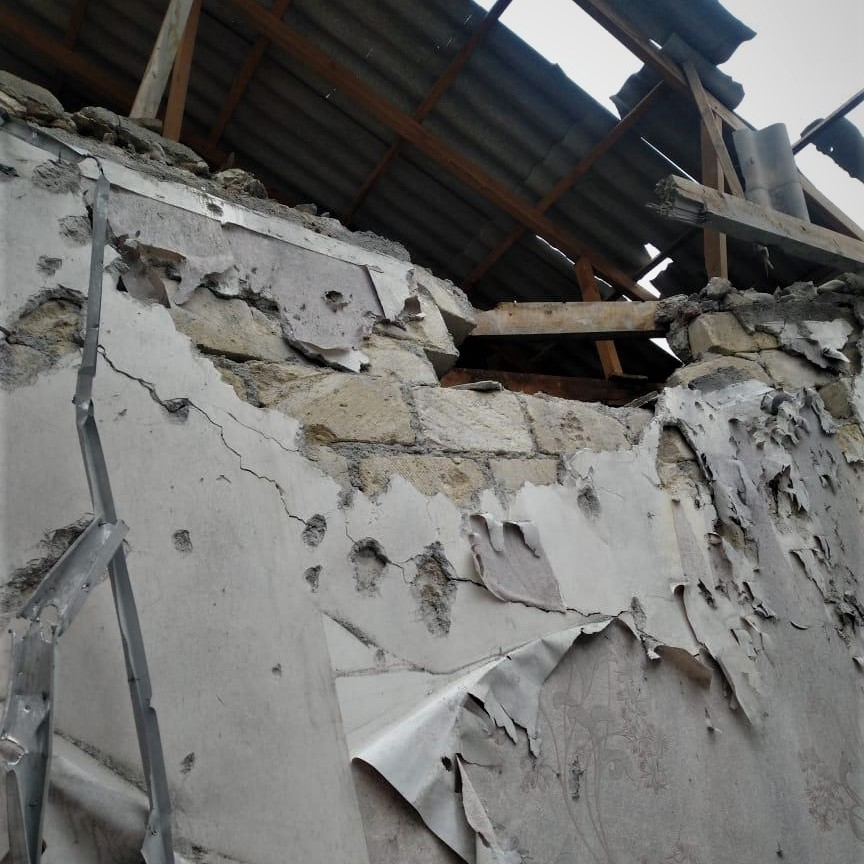
Az azeri hatóságok szerint mintegy 4000 tárgy rongálódott meg, a bombázások miatt a Tərtəri járásban.

A bombázások miatt Tərtər azeri lakosságának nagy része elmenekült, és az általában 100 000 embernek otthont adó város szellemvárossá vált. Tərtəriban menekültek aludtak az iskolákban, óvodákban, kávézókban, éttermekben, kórházakban, más családoknál és máshol, sokan összezsúfolódtak az elérhető helyeken. Az azeri források azt mondták, októberben kiürült Tərtər, mert az ott lakók biztonságba akartak húzódni a bombázások elől. Sok menekült a csupán 20 km-re lévő Bərdəba menekült keletre, és ott az iskolákban majdnem két hónapig meghúzhatták magukat, míg örmények kazettás lőszerekkel nem lőtték a várost. Néhányan, akik Tərtərban maradtak, a házaik pincéiben húzták meg magukat.

### Infrastrukturális veszteségek
A háború második napján az Azerbajdzsáni Elnöki Hivatal azt közölte, hogy több mint 2000 bomba hullott Tərtər járására. Október 29-én a Tərtəri járás végrehajtói halmának vezetője, Mustagim Mammadov azt nyilatkozta, hogy az örmények 15 500 rakétát lőttek ki az ő járására, melyek közül egy nap alatt kaptak 2000-et. Szerinte október 29-ig 133 ház teljesen összeomlott, ezen kívül részlegesen 873 ház, 14 iskola, 3 kórház és 18 kormányzati épület károsodott. November 5-én a Euronews arról tudósított, hogy nagy károkat szenvedett a város lakóövezeti és bevásárló része.
Az azerbajdzsáni kormány által november elején felállított munkacsoport állt neki a háború alatt elszenvedett károk felmérésének, a Tərtərban esett károkra pedig három csoportot is ráállítottak, mert olyan mértékű károkat szenvedett a terület. November 24-én a Tərtər területére ráállított csoportok vezetője, Gubad Heydarov azt állította, hogy 796 ingatlant néztek eddig át, köztük 611 magánházat és 147 tömbházat, és a felmérés már majdnem végleges. 2021. január 14-én Heydarov azt állította, hogy 3800 épület rongálódott meg a bombázásokban, és ezek közül 76 dőlt úgy össze, hogy nem lehet újjáépíteni. Hozzátette, hogy még 600 épületet akarnak átnézni.
Az Amnesty International 2021. január 14-i jelentése szerint Şıxarxban a városban felépített 34 tömbház közül legalább 25-öt találat ért, ért 8 tetejét tarolták le. Több száz további társasház és kormányzati épület szenvedett különböző mértékű károkat.

## Reakciók

### Azerbajdzsán
Október 14-én az Azerbajdzsáni Elnöki Iroda Külpolitikai Osztályának vezetője, Hikmet Hajiyev azt mondta, Tərtər „Azerbajdzsán Sztálingrádja”.
Másnap az orosz ortodox egyház bakui és azerbajdzsáni érsekségének az érseke, Alexander Ischein azt mondta, „nem volt humánus, mikor a Tərtəri járásban azok közé lőttek, akik a temetésen vettek részt.”  Október 19-én Azerbajdzsán elnöke, Ilham Aliyev azt állította, Örményország „Tərtərt második Sztálingráddá, Ağdammá, Füzulivá akarja változtatni.” Aznap Sabina Aliyeva azeri ombudsman a Tərtərban a gyászolók közé lőtt bombákra célozva azt mondta, az örmény fél „önhatalmúlag sűrűn lakott azeri településeket lőtt”, hozzátette, hogy „az, hogy az örmények sűrűn lakott területeket és szent helyeket lőnek, ezt bizonyítja.”

### Nemzetközi
November 15-én a török Külügyminisztérium élesen elítélte a Tərtərban a temetésen részt vevők közé lőtt örmény rakétát, és azt állította, hogy ezzel Örményország „megmutatta a világnak a törvénytelen arcát, ami összeegyeztethetetlen a humanitárius elvekkel.” Aznap Törökország Nagygyűlésének Emberi Jogi vizsgálóbizottsága meglátogatta Tərtər városát. Hakan Çavuşoğlu, a bizottság elnöke azt mondta, az elmúlt két napban olyan helyszíneket láttak, amelyet az ember el sem tud képzelni.